# 三門峽暢想曲
三門峽暢想曲爲劉文金於1960年所作，原為二胡獨奏、鋼琴伴奏。以抒情與激情等情緒，描繪1960年代中国於河南三门峡地區截黄河建造三門峽水庫的景象。

## 結構
1. 序曲
2. 活潑的快板（allegro assai）
3. 優美的中板（moderato grazioso）
4. 熱情的中快板（allegretto passionato)
5. 快板結束段

## 其他版本
- 二胡與民族樂團
- 大提琴獨奏